# Murdered: Soul Suspect
Murdered: Soul Suspect (auf Deutsch etwa Ermordet: Seelenverdächtigter) ist ein die Genres Action-Adventure und Stealth kombinierendes Videospiel. Es wurde von Airtight Games entwickelt und von Square Enix vertrieben. Das Spiel erschien für Microsoft Windows, PlayStation 3, PlayStation 4, Xbox 360 und Xbox One.

## Handlung
In Salem findet sich der Kriminalbeamte Ronan O’Connor als Geist wieder, nachdem er von einem „Glockenmörder“ genannten, brutalen Serienmörder erschossen wurde. In seiner neuen Gestalt trifft Ronan auf den Geist seiner verstorbenen Frau Julia, die ihn darüber aufklärt, dass er noch Geschäfte zu erledigen habe, die ihn an die Welt der Lebenden binden. Ronan forscht in seinem eigenen Mordfall nach und gelangt zur örtlichen Kirche, wo er auf ein junges Mädchen namens Joy trifft, die Ronans Mord mitangesehen hat und die Fähigkeit besitzt, Geister zu sehen.
Joy ist auf der Suche nach ihrer vermissten Mutter Cassandra, die kurz zuvor die Polizei wegen des Glockenmörderfalls konsultiert hatte, und weigert sich, Ronan zu helfen. Kurz darauf befreit Ronan sie aus dem Polizeirevier, nachdem sie für ein Strafdelikt verhaftet wurde. Dabei entdeckt Ronan, dass Baxter, ein Polizeibeamter, derjenige war, den Cassandra kontaktiert hatte. Ronan und Joy begeben sich zum Friedhof von Salem, um dort den Mordfall eines Opfers des Glockenmörders zu untersuchen. Ronan erfährt von einem jungen Mädchen namens Sophia, das vom Glockenmörder ertränkt wurde, dass dieser sie nach einem Vertrag gefragt hatte.
Ronan und Joy begeben sich in eine psychiatrische Anstalt, wo sie eins der Opfer des Glockenmörders finden, das überlebt hat: Iris. Sie finden heraus, dass auch Iris die Gabe besitzt, Geister zu sehen, und ihnen wird klar, dass der Glockenmörder Medien tötet. Es stellt sich heraus, dass Iris vom Geist ihrer toten Schwester Rose besessen ist, die der Glockenmörder lebendig verbrannt hatte und die sich geopfert hatte, um Iris die Flucht zu ermöglichen. Rose, Iris und Joy kehren zur Kirche zurück, während Ronan eine Museumsausstellung untersucht, die sich um die Hexenprozesse von Salem dreht. Mithilfe seiner Geisterfähigkeiten entdeckt er dort, dass Baxter allem Anschein nach Beweise zum Fall im Museum versteckt hat. Im Glauben, dass Baxter der Glockenmörder ist, verlässt Ronan das Museum und bemerkt sofort, dass Polizeiautos in Richtung der Kirche fahren.
Zurück bei der Kirche erfährt Ronan, dass der Glockenmörder dort Iris und mehrere Menschen, die ihm im Weg standen, getötet hat. Joy befindet sich in Sicherheit, doch sie wird von Ronans Schwager Rex verhaftet. Beim Untersuchen der Kirche wird Ronan klar, dass der Glockenmörder sich im baufälligen Haus des Urteils versteckt. Dort findet Ronan Beweise für die Taten des Glockenmörders und Hinweise, die darauf hindeuten, dass die Morde schon seit Hunderten von Jahren geschehen. Kurz darauf findet Ronan Baxters Leiche; Baxters Geist verrät, dass er vom Glockenmörder getötet wurde, nachdem er nach seiner Degradierung im Geheimen noch immer mit Cassandra an dem Fall gearbeitet hatte. Im Keller des Hauses findet Ronan heraus, dass eine gewisse Abigail dort eingesperrt wurde, bevor sie als Strafe für Hexerei erhängt wurde. Im Zorn malte Abigail ein Glockensymbol auf den Boden und schwor, dass sie nie aufhören würde, die Glocke für all die Hexen in Salem zu läuten, von denen sie glaubte, dass sie einen Vertrag mit Dämonen abgeschlossen hätten, um übernatürliche Kräfte zu erlangen.
Ronan kehrt zum Museum zurück und findet Rex, der vom Geist von Abigail besessen ist. Während Rex sich vorbereitet, Joy zu hängen, gelingt es Ronan, Rex aus dem Körper von Abigail zu vertreiben. Die beiden kämpfen mit schmerzhaften Erinnerungen aus ihrer Vergangenheit, die zeigen, dass Abigail von mehreren Leuten Besitz ergriffen hat, um zum Glockenmörder zu werden, bevor sie die Mörder schließlich selbst tötete, eingeschlossen Baxter, den sie benutzte, um Rose zu töten, und sogar Ronan, den sie benutzte, um Sophia umzubringen. Abigail ruft ein Dämonenportal hervor, um Ronan davon verschlingen zu lassen, aber es gelingt ihm zu entkommen, wobei er Abigail in das Portal hineinzieht. Sie wird vom Portal verschlungen, ehe dieses sich auflöst. Joy wird gerettet und mit ihrer Mutter Cassandra vereint. Rex weiß nichts mehr von den Verbrechen, die er mit seinem Körper begangen hat. Am Ende hört Ronan Julia nach ihm rufen und er wendet sich ihrer Stimme zu.

### Charaktere
- Ronan O’Connor (gesprochen von Peter Flechtner, im Original von Jason Brooks)

Der Protagonist. Er versucht, seinen Mörder zu finden.
- Joy Foster (gesprochen von Marie-Luise Schramm, im Original von Cassidy Lehrman)

Ein Mädchen, das Ronans Mord mitansieht. Sie besitzt die Fähigkeit, Geister zu sehen, und tut sich mit Ronan zusammen.
- Javle „Rex“ Reyes (gesprochen von Tobias Kluckert, im Original von Travis Willingham)

Leutnant des Salem Police Department, Chefermittler im Glockenmörder Fall und Ronans Schwager.
- Abigail Williams (gesprochen von Luisa Wietzorek, im Original von Tiffany Espenson) Die Figur der Abigail Williams basiert auf einer historischen Person, die in den Hexenprozessen von Salem (diese werden als Thema im Spiel aufgegriffen) eine Rolle spielte.

Ein Geist und ein junges Puritaner-Mädchen.
- Officer Baxter (gesprochen von Ronald Nitschke, im Original von Bruno Amato)

Polizeibeamter des Salem Police Department. Er war gegenüber O’Connor zu dessen Lebzeiten feindlich eingestellt. Baxter untersucht den Fall des Glockenmörders heimlich auf eigene Faust.
- Julia O’Connor (gesprochen von Gundi Eberhard, im Original von Kim Swennen)

Verstorbene Ehefrau von Ronan O’Connor.

## Spielprinzip und Technik
Die Spielwelt von Murdered: Soul Suspect wird dreidimensional dargestellt, das Spielgeschehen wird aus der Third-Person-Perspektive gezeigt. Da die Spielfigur ein Geist ist, kann sie Wände und andere Hindernisse durchschreiten. Manche Objekte der Spielwelt sind interaktiv und können untersucht oder manipuliert werden, um Anhaltspunkte für die Ermittlungen zu gewinnen. Für den Spielfortschritt müssen bezüglich einzelner Ermittlungsschritte Stichworte in einem Multiple-Choice-Verfahren kombiniert werden.

## Rezeption
Murdered: Soul Suspect wurde gemischt rezipiert. Die meisten Kritikpunkte fokussierten sich auf das schwache Kampfsystem, die kurze Länge des Spiels, das Fehlen von Wiederspielwert und den zu einfachen Schwierigkeitsgrad. Auf den Websites GameRankings und Metacritic erhielt die PlayStation-4-Version 61,6 % basierend auf 18 Rezensionen und 61/100 basierend auf 26 Rezensionen, die Microsoft-Windows-Version 60,0 % basierend auf 2 Rezensionen und 60/100 basierend auf 7 Rezensionen und die Xbox One Version 52,0 % basierend auf 10 Rezensionen und 46/100 basierend auf 9 Rezensionen.